# هلفيلة مجعدة

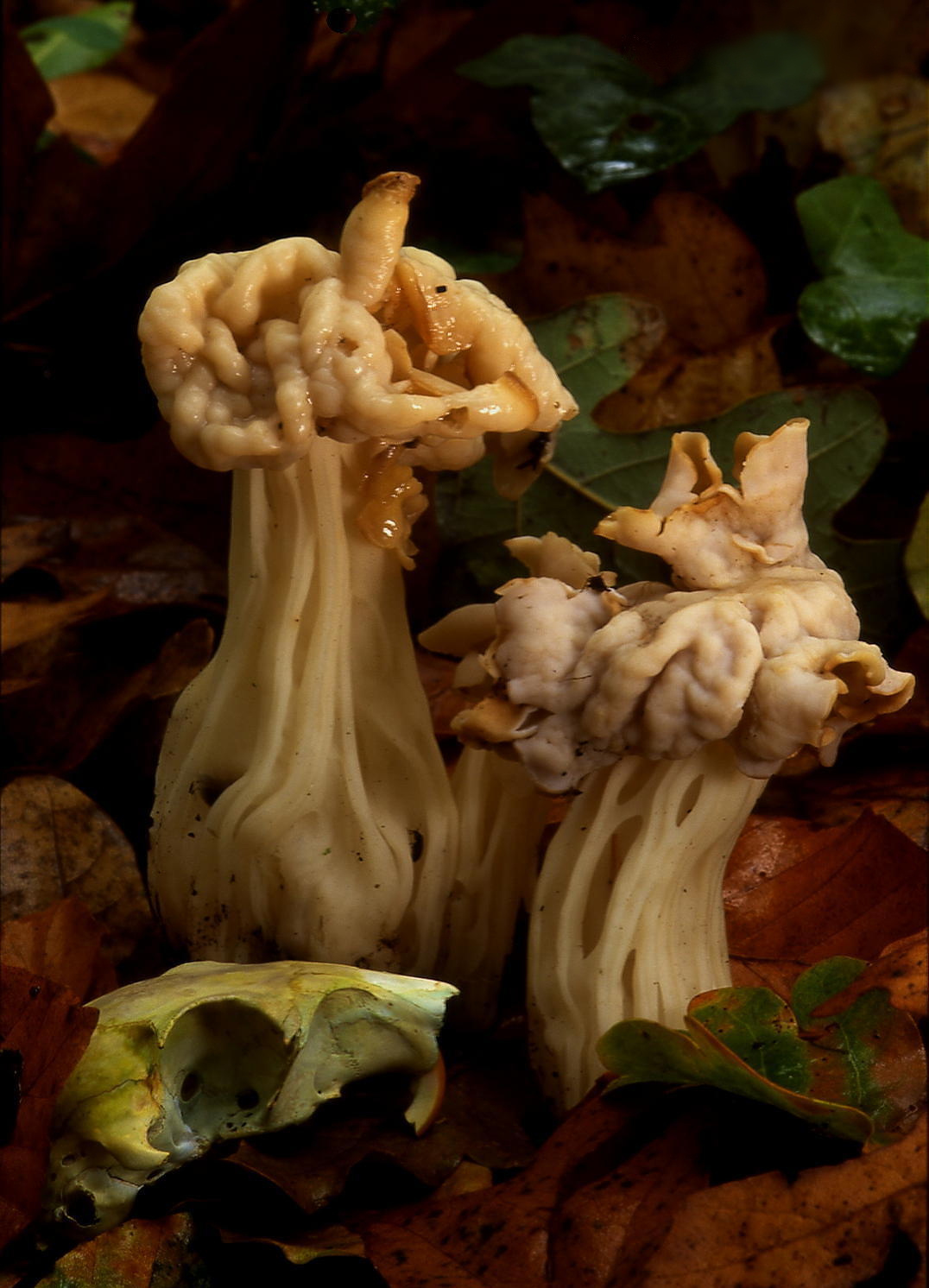

هلفيلة مجعدة (الاسم العلمي: Helvella crispa) هي نوع من الفطريات يتبع جنس الهلفيلة من الفصيلة الهلفيلية.